# Wolcott (Indiana)
Wolcott és una població dels Estats Units a l'estat d'Indiana. Segons el cens del 2000 tenia 989 habitants.

## Demografia
Segons el cens del 2000, Wolcott tenia 989 habitants, 392 habitatges, i 272 famílies. La densitat de població era de 707,1 habitants/km².
Dels 392 habitatges en un 31,6% hi vivien nens de menys de 18 anys, en un 56,6% hi vivien parelles casades, en un 9,7% dones solteres, i en un 30,4% no eren unitats familiars. En el 27% dels habitatges hi vivien persones soles el 17,6% de les quals corresponia a persones de 65 anys o més que vivien soles. El nombre mitjà de persones vivint en cada habitatge era de 2,52 i el nombre mitjà de persones que vivien en cada família era de 3,06.
Per edats la població es repartia de la següent manera: un 25,9% tenia menys de 18 anys, un 8,1% entre 18 i 24, un 27,9% entre 25 i 44, un 19,7% de 45 a 60 i un 18,4% 65 anys o més.
L'edat mediana era de 38 anys. Per cada 100 dones de 18 o més anys hi havia 81 homes.
La renda mediana per habitatge era de 37.563 $ i la renda mediana per família de 45.833 $. Els homes tenien una renda mediana de 29.293 $ mentre que les dones 18.990 $. La renda per capita de la població era de 14.875 $. Entorn del 4,7% de les famílies i el 8,4% de la població estaven per davall del llindar de pobresa.

## Poblacions més properes
El següent diagrama mostra les poblacions més properes.